# Trứng cút

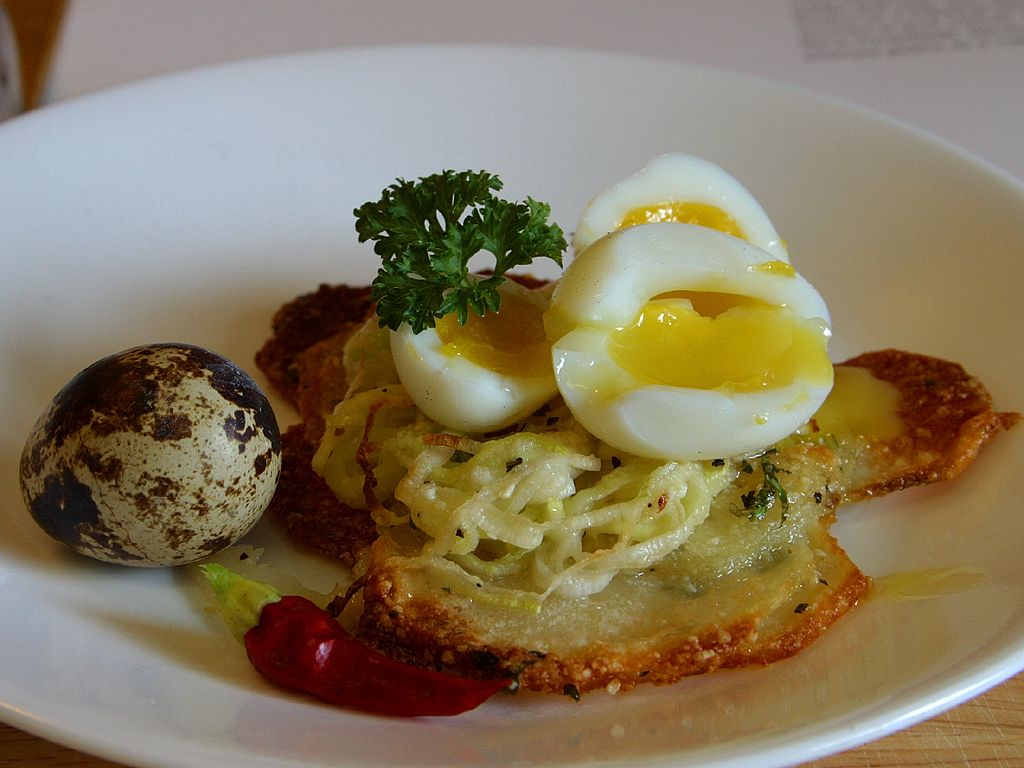
Món khoai tây chiên ăn kèm trứng cút.

Trứng cút được xem là một món ăn ở nhiều nước trên thế giới, được chế biến từ trứng của các loài chim cút, phổ biến nhất là từ trứng chim cút Nhật Bản.
Trong ẩm thực Nhật Bản, trứng cút sống hoặc trứng luộc được sử dụng trong món sushi và trong bữa trưa của người Nhật.

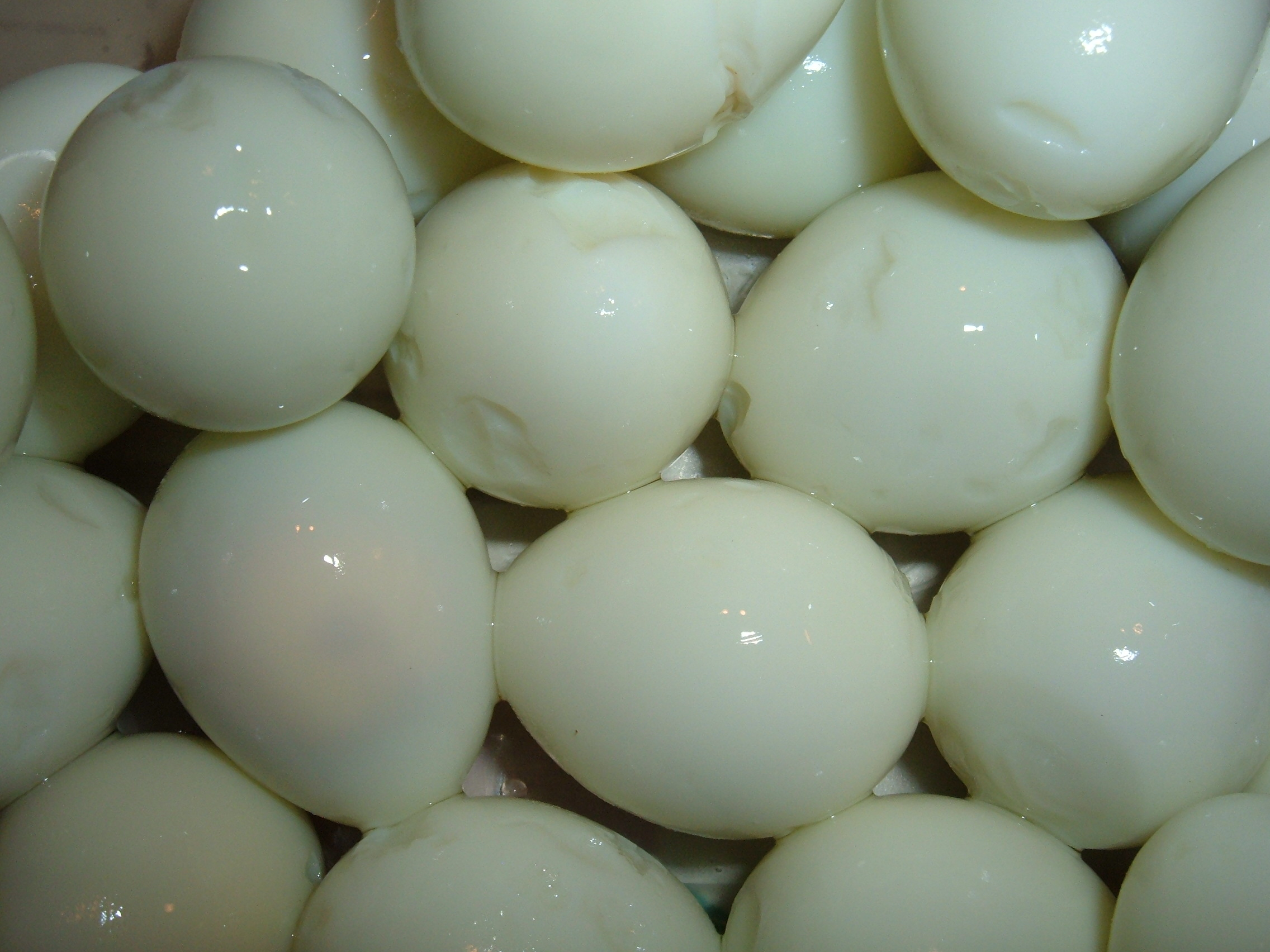
Trứng cút luộc bóc vỏ.

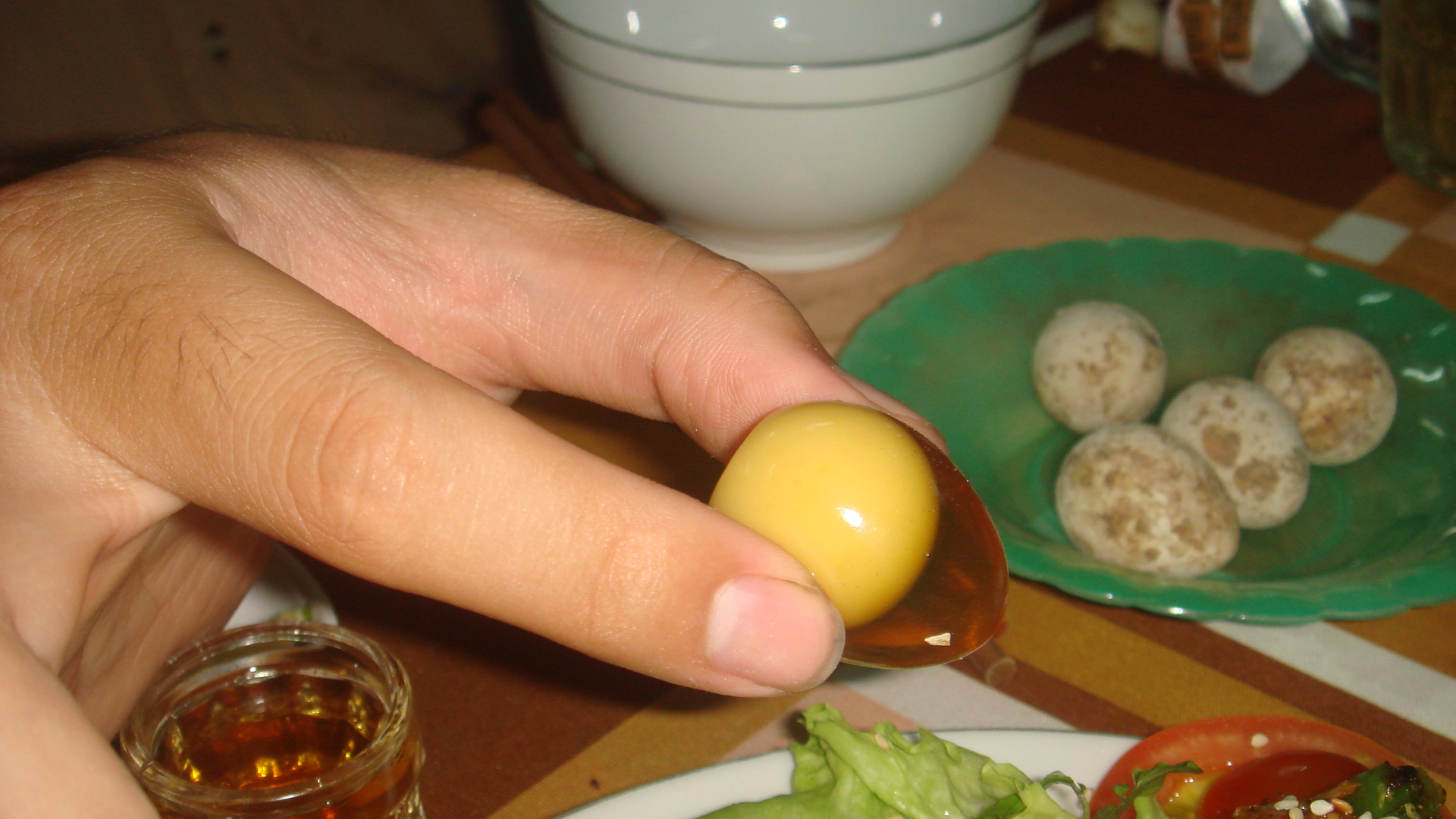
Món trứng cút bắc thảo.

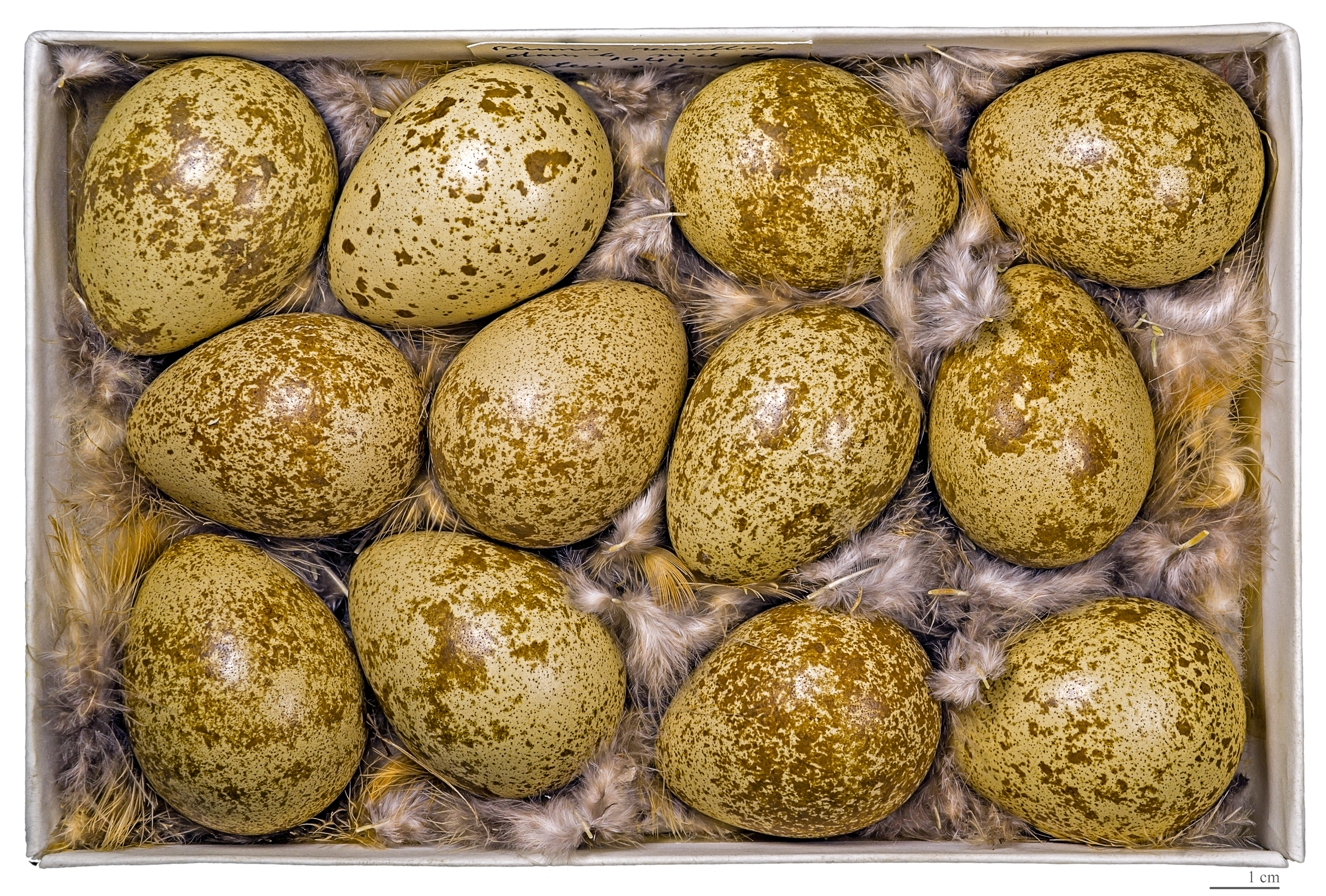
Một hộp trứng cút

Ở một số nước, món trứng cút được coi là bổ dưỡng và lành hơn các loại trứng khác. Tại Colombia và Venezuela, trứng cút luộc có trong thành phần của hot dog và hamburger. Tại Philippines, trứng cút luộc sau đó chiên vàng là thành phần của món kwek-kwek phổ biến trên đường phố. Tại Việt Nam, món trứng cút luộc và trứng cút lộn là món nhậu được ưa chuộng. Ngoài ra trứng cút còn là một thành phần quan trọng trong một tô mì Quảng,bánh tráng nướng.
Mức cholesterol trong trứng cút tương đương với hàm lượng trong trứng gà.